# Les Ailes collées
Les Ailes collées je francouzský televizní film z roku 2024, který režíroval Thierry Binisti jako adaptaci stejnojmenného románu Sophie de Baere. Snímek měl světovou premiéru na festivalu televizních filmů dne 13. září 2024.

## Děj
Paul je učitel a právě se žení. Na jeho svatbu dorazí nečekaně Joseph, se kterým se neviděl 20 let. Jejich setkání vyvolá v Paulovi dávné vzpomínky.

## Obsazení
| Émilie Caen        | Blanche, Paulova matka  |
| Max Libert         | Paul jako dospívající   |
| Alexis Rosenstiehl | Joseph jako dospívající |
| Roby Schinasi      | Paul dospělý            |
| Jérémy Kapone      | Joseph dospělý          |
| Julien Tortora     | Charles, Paulův otec    |
| Pauline Bression   | Ana                     |
| Constance Dollé    | Iris, Josephova matka   |
| Camille Genau      | Cécile dospělá          |